# Lindenallee (Kyselka)

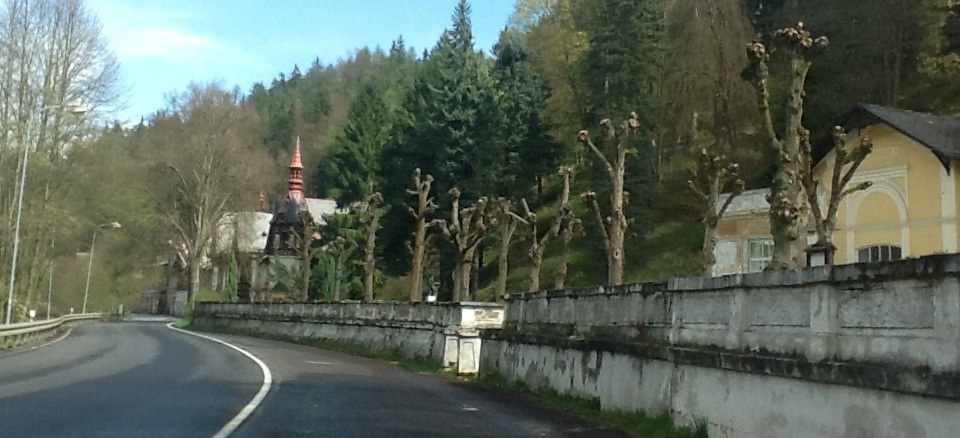
Die Lindenallee in Lázně Kyselka 2014, im Hintergrund der Sockel der Heinrich-von-Mattoni-Statue

Die Lindenallee in  Kyselka (tschechisch: lázeňská lipová alej) ist eine Allee aus Linden, die seit 2014 ein Naturdenkmal ist.

## Beschreibung
Die Allee besteht aus schätzungsweise 17–18 Linden unterschiedlichen Alters und verschiedener Höhe, die einen mit Fliesen gepflasterten Weg umsäumen. Sie führt entlang des historischen Kaffeehauses und der Heinrich-von-Mattoni-Statue. Von der Ortsdurchfahrt, die parallel, aber auf tieferem Niveau verläuft, wird sie durch eine Steinmauer getrennt.

## Geschichte
Das Datum der Anlage der Allee ist umstritten. Wohlhabende Kurgäste, Einwohner der Stadt und staatliche Organisationen sollen sie vor 1945 zur Ehrung Mattonis finanziert haben, damit sie als Kurallee die Gäste des Cafés beschatte. Anderen Quellen zufolge, sei die Allee erst in den 1960er Jahren, als Lázně Kyselka Teil eines Truppenübungsplatzes war, gepflanzt worden und habe der Ortskampfausbildung gedient. Die durch mangelnde Pflege verwilderten Bäume wurden im Frühjahr 2014 wieder beschnitten und zum Naturdenkmal erklärt.